# Renault Monaquatre
Renault Monaquatre — переднемоторный заднеприводный автомобиль с четырёхцилиндровым карбюраторным двигателем водяного охлажедния, малого класса (семейный), выпускавшийся фирмой «Рено» в 1931—1936 гг.

## Технические характеристики
Выпущенный в октябре 1931, Monaquatre (тип UY1) был в целом подобен модели более крупного класса Renault Primaquatre. В частности, у обеих моделей общая колёсная база 2,650 мм (104.3 ″).
Компоновка и основные узлы автомобиля соответствовали эпохе:
- рамная конструкция кузова;
- рядный четырёхцилиндровый двигатель;
- трёхступенчатая КПП с ручным управлением;
- зависимые подвески колёс;
- барабанные тормозные механизмы с тросовым приводом;
- 6-вольтовая бортовая электросеть.

## Модификации
На Парижском автосалоне 1932 года была представлена новая версия «тип YN1», отличавшаяся увеличенным от 1289 см3 до 1463 см3 объёмом двигателя.
На Парижской автовыставке в октябре 1933 года появился тип YN2 с изменённым капотом и более покатой решёткой радиатора. YN2 стал таким образом переходной моделью к более «аэродинамическим», модным формам. В это время задняя часть из вертикальной также становится покатой. К этому времени Monaquatre предлагался с семью типами кузова, в том числе 4-дверным седаном с четырьмя или шестью боковыми окнами. Самой дорогой модификацией был 2-дверный двухместный кабриолет.
Выпуск YN2 продлился лишь несколько месяцев, и в начале 1934 появился «аэродинамический» YN3, первоначально всего лишь в двух кузовах. В сентябре 1935 вышла последняя версия YN4. В 1936 году Monaquatre YN4 уступил место Renault Celtaquatre.
Кроме различных легковых моделей выпускался также и развозной фургон (Boulangère).

## Галерея
- Вид сзади
- Под капотом YN1
- Седан Renault Monaquatre (Type YN2) (1933–1934)